# Чрномель
Чрноме́ль (словен. Črnomelj, нем. Tschernembl, итал. Cernomegli) — город, центр одноимённой общины на юго-востоке Словении. Расположен в 2 км от границы с Хорватией, которая проходит по реке Купа. По данным на 2012 год в городе проживают 5765 человек, а во всей прилегающей общине — 14 580 жителей (на 2002 год).
Первые упоминания о населённом пункте с современным названием относятся к 1228 году. Получил статус местечка до 1277 года. В 1407 году упоминается как город. Из достопримечательностей можно отметить церковь св. Петра. Современное здание относится к XVII веку и было построено на месте церкви XIII века.

## Достопримечательности
- Церковь св. Духа (1487 г.)
- Церковь св. Петра (1228 г.)
- Руины храма Митхра (III в., 4 км от Чрномеля)
- Речная мельница, переделанная в поместье
- Замок Виница